# Уэйд, Дин
Дин Уэйд (англ. Dean Wade; род. 20 ноября 1996, Уичито, Канзас) — американский профессиональный баскетболист, выступающий за клуб НБА «Кливленд Кавальерс». Играет на позиции тяжёлого форварда и центрового.

## Профессиональная карьера

### Кливленд Кавальерс (2019–настоящее время)

#### Сезон 2019/2020
9 июля 2019 года Уэйд подписал двусторонний контракт с «Кливленд Кавальерс» после того, как не был выбран на драфте НБА 2019 года. 18 ноября Уэйд дебютировал в НБА в матче против «Нью-Йорк Никс», он не набрал ни одного очка, но сделал один перехват за восемь минут игры. Уэйд сыграл всего 12 игр за «Кавальерс» в своем сезоне новичка, набирая в среднем 1,7 очка и 1,6 подбора за шесть минут игры. Большую часть сезона он провёл в аффилированном клубе Джи-Лиги НБА «Кантон Чардж».

#### Сезон 2020/2021
2 июля 2020 года Уэйд подписал многолетний контракт с «Кавальерс».
23 февраля 2021 года Уэйд впервые в карьере в НБА, вышел в стартовой пятёрке, набрав пять очков, два подбора и две передачи за 20 минут в выигранном со счётом 112–111 матче против «Атланты Хокс». 11 апреля Уэйд набрал рекордные для себя 21 очко, реализовав 8 из 12 бросков с игры и 5 из 8 трёхочковых, а также сделал шесть подборов, две результативные передачи и три перехвата за 31 минуту игры в матче, который завершился поражением от «Нью-Орлеан Пеликанс» со счётом 116–109. 10 мая Уэйд сделал свой первый в карьере дабл-дабл с 19 очками и рекордным в карьере 12 подборами.

#### Сезон 2021/2022
После того, как Лаури Маркканен выбыл из состава из-за COVID-19, Уэйд стал стартовым игроком на позиции лёгкого форварда. Маркканен получил травму лодыжки в игре против «Оклахома-Сити Тандер» 22 января 2022 года, Уэйд вернулся в стартовый состав. 12 марта Уэйд получил разрыв мениска в правом колене, из-за которого больше не сыграл в сезоне 2021/2022.

#### Сезон 2022/2023
22 июня 2022 года «Кавальерс» объявили, что они воспользовались своей опцией команды на четвертый год в отношении Уэйда, оставив его в команде еще на один сезон. 26 сентября Уэйд подписал многолетнее продление контракта с командой. 30 октября 2022 года Уэйд набрал рекордные для себя 22 очка, реализовав 6 из 8 трёхочковых бросков в матче против «Нью-Йорк Никс». В тот вечер Уэйд, Кевин Лав и Донован Митчелл установили рекорд НБА по количеству реализованных трёхочковых бросков тремя разными товарищами по команде в одной игре, забив на троих 22 трёхочковых.

#### Сезон 2023/2024
5 марта 2024 года Уэйд набрал рекордные для себя 23 очка, 20 из которых пришлись на четвертую четверть, что помогло сделать 22-очковый камбэк против «Бостон Селтикс», это стало крупнейшим камбэком в четвертой четверти в истории франшизы «Кавальерс».

## Статистика

### Статистика в НБА
| Сезон                                                                                    | Команда  | Регулярный сезон | Регулярный сезон | Регулярный сезон | Регулярный сезон | Регулярный сезон | Регулярный сезон | Регулярный сезон | Регулярный сезон | Регулярный сезон | Регулярный сезон | Регулярный сезон | Серия плей-офф | Серия плей-офф | Серия плей-офф | Серия плей-офф | Серия плей-офф | Серия плей-офф | Серия плей-офф | Серия плей-офф | Серия плей-офф | Серия плей-офф | Серия плей-офф |
| Сезон                                                                                    | Команда  | GP               | GS               | MPG              | FG%              | 3P%              | FT%              | RPG              | APG              | SPG              | BPG              | PPG              | GP             | GS             | MPG            | FG%            | 3P%            | FT%            | RPG            | APG            | SPG            | BPG            | PPG            |
| ---------------------------------------------------------------------------------------- | -------- | ---------------- | ---------------- | ---------------- | ---------------- | ---------------- | ---------------- | ---------------- | ---------------- | ---------------- | ---------------- | ---------------- | -------------- | -------------- | -------------- | -------------- | -------------- | -------------- | -------------- | -------------- | -------------- | -------------- | -------------- |
| 2019/20                                                                                  | Кливленд | 12               | 0                | 6,0              | 69,2             | 50,0             | 0,0              | 1,6              | 0,2              | 0,2              | 0,3              | 1,7              | Не участвовал  | Не участвовал  | Не участвовал  | Не участвовал  | Не участвовал  | Не участвовал  | Не участвовал  | Не участвовал  | Не участвовал  | Не участвовал  | Не участвовал  |
| 2020/21                                                                                  | Кливленд | 63               | 19               | 19,2             | 43,1             | 36,6             | 76,9             | 3,4              | 1,2              | 0,6              | 0,3              | 6,0              | Не участвовал  | Не участвовал  | Не участвовал  | Не участвовал  | Не участвовал  | Не участвовал  | Не участвовал  | Не участвовал  | Не участвовал  | Не участвовал  | Не участвовал  |
| 2021/22                                                                                  | Кливленд | 51               | 28               | 19,2             | 45,6             | 35,9             | 66,7             | 2,9              | 1,0              | 0,6              | 0,1              | 5,3              | Не участвовал  | Не участвовал  | Не участвовал  | Не участвовал  | Не участвовал  | Не участвовал  | Не участвовал  | Не участвовал  | Не участвовал  | Не участвовал  | Не участвовал  |
| 2022/23                                                                                  | Кливленд | 44               | 13               | 20,3             | 41,2             | 35,4             | 65,2             | 3,4              | 0,8              | 0,6              | 0,5              | 4,7              | 2              | 0              | 5,6            | 0,0            | 0,0            | 100,0          | 1,5            | 0,0            | 0,0            | 0,0            | 1,0            |
| 2023/24                                                                                  | Кливленд | 54               | 32               | 20,5             | 41,4             | 39,1             | 76,9             | 4,0              | 0,8              | 0,7              | 0,5              | 5,4              | 3              | 1              | 21,0           | 30,8           | 30,0           | -              | 2,0            | 1,7            | 0,3            | 0,7            | 3,7            |
|                                                                                          | Всего    | 224              | 92               | 19,0             | 43,3             | 37,1             | 71,4             | 3,4              | 0,9              | 0,6              | 0,3              | 5,2              | 5              | 1              | 14,8           | 28,6           | 27,3           | 100,0          | 1,8            | 1,0            | 0,2            | 0,4            | 2,6            |
| Наведите курсор мыши на аббревиатуры в заголовке таблицы, чтобы прочесть их расшифровку. |          |                  |                  |                  |                  |                  |                  |                  |                  |                  |                  |                  |                |                |                |                |                |                |                |                |                |                |                |

### Статистика в Джи-Лиге
| Сезон                                                                                    | Команда      | Регулярный сезон | Регулярный сезон | Регулярный сезон | Регулярный сезон | Регулярный сезон | Регулярный сезон | Регулярный сезон | Регулярный сезон | Регулярный сезон | Регулярный сезон | Регулярный сезон | Серия плей-офф | Серия плей-офф | Серия плей-офф | Серия плей-офф | Серия плей-офф | Серия плей-офф | Серия плей-офф | Серия плей-офф | Серия плей-офф | Серия плей-офф | Серия плей-офф |
| Сезон                                                                                    | Команда      | GP               | GS               | MPG              | FG%              | 3P%              | FT%              | RPG              | APG              | SPG              | BPG              | PPG              | GP             | GS             | MPG            | FG%            | 3P%            | FT%            | RPG            | APG            | SPG            | BPG            | PPG            |
| ---------------------------------------------------------------------------------------- | ------------ | ---------------- | ---------------- | ---------------- | ---------------- | ---------------- | ---------------- | ---------------- | ---------------- | ---------------- | ---------------- | ---------------- | -------------- | -------------- | -------------- | -------------- | -------------- | -------------- | -------------- | -------------- | -------------- | -------------- | -------------- |
| 2019/20                                                                                  | Кантон Чардж | 30               | 29               | 31,1             | 46,1             | 39,9             | 84,5             | 7,5              | 2,3              | 0,9              | 1,4              | 14,2             | Не участвовал  | Не участвовал  | Не участвовал  | Не участвовал  | Не участвовал  | Не участвовал  | Не участвовал  | Не участвовал  | Не участвовал  | Не участвовал  | Не участвовал  |
|                                                                                          | Всего        | 30               | 29               | 31,1             | 46,1             | 39,9             | 84,5             | 7,5              | 2,3              | 0,9              | 1,4              | 14,2             | Не участвовал  | Не участвовал  | Не участвовал  | Не участвовал  | Не участвовал  | Не участвовал  | Не участвовал  | Не участвовал  | Не участвовал  | Не участвовал  | Не участвовал  |
| Наведите курсор мыши на аббревиатуры в заголовке таблицы, чтобы прочесть их расшифровку. |              |                  |                  |                  |                  |                  |                  |                  |                  |                  |                  |                  |                |                |                |                |                |                |                |                |                |                |                |

### Статистика в NCAA
| Сезон | Команда      | Conf   | Class | GP  | GS  | MPG  | FG%  | 3P%  | FT%  | RPG | APG | SPG | BPG | PPG  |
| --- | ------------ | ------ | ----- | --- | --- | ---- | ---- | ---- | ---- | --- | --- | --- | --- | ---- |
| 2015/16 | Канзас Стэйт | Big 12 | FR    | 33  | 31  | 26,4 | 43,4 | 29,2 | 65,6 | 5,1 | 1,1 | 0,6 | 0,5 | 9,9  |
| 2016/17 | Канзас Стэйт | Big 12 | SO    | 35  | 35  | 28,0 | 49,6 | 40,2 | 66,3 | 4,5 | 1,8 | 0,7 | 0,7 | 9,3  |
| 2017/18 | Канзас Стэйт | Big 12 | JR    | 33  | 32  | 32,8 | 55,0 | 44,0 | 75,2 | 6,2 | 2,7 | 1,5 | 0,8 | 16,2 |
| 2018/19 | Канзас Стэйт | Big 12 | SR    | 25  | 25  | 30,4 | 49,2 | 41,8 | 78,9 | 6,2 | 2,8 | 0,8 | 0,5 | 12,9 |
| Всего | Всего        | Всего  | Всего | 126 | 123 | 29,3 | 49,8 | 38,6 | 71,1 | 5,4 | 2,1 | 0,9 | 0,6 | 12,0 |
| Наведите курсор мыши на аббревиатуры в заголовке таблицы, чтобы прочесть их расшифровку Статистика приведена с сайта sports-reference.com |              |        |       |     |     |      |      |      |      |     |     |     |     |      |